# Barbara Klünder
Barbara Klünder, geborene Barbara Koch (* 28. September 1919 in Berlin; † 8. April 1988 in Ahrenshoop) war eine deutsche Malerin und Keramikerin.

## Leben
Barbara Klünder wurde 1919 in Berlin als Tochter des Künstlerehepaars Fritz Koch-Gotha und Dora Koch-Stetter geboren. Sie verbrachte ihre Kindheit in Berlin und ab 1922 in den Sommermonaten auf dem Fischland, wo die Familie zunächst als Gäste bei dem Maler Franz Triebsch wohnten und ab 1927 ein Haus in Althagen besaß. Nach der Mittleren Reife erlernte sie den Beruf der Stenotypistin bei der AEG. Der Wunsch, Archäologie zu studieren, scheiterte am beginnenden Zweiten Weltkrieg. 1943 heiratete sie den Maler Arnold Klünder. Auch für die junge Familie wurde Althagen zum ständigen Wohnsitz, nachdem im Kriegsjahr 1944 das Berliner Atelier und die Wohnung der Eltern zerstört waren. 
Neben der Malerei widmete sich das Paar ab 1950 autodidaktisch der Töpferei und gründete 1956 eine Keramikwerkstatt. Gemeinsam mit der Malerin Frida Löber (1910–1989) und dem Bildhauer und Keramiker Wilhelm Löber (1903–1981) entwickelten sie ab 1955 die „Fischlandkeramik“. Für die getöpferten Vasen, Krüge und andere Funktionskeramik entstanden vielfältige Dekore, die in ihrer Eigenständigkeit bestechen. Bekannt war Barbara Klünder auch für ihr ehrenamtliches Engagement im Ahrenshooper Kulturbund und als Abgeordnete in der Gemeindevertretung.
Barbara Klünder verstarb 1988 in ihrem Haus in Althagen, seit 1950 Ortsteil der Gemeinde Ahrenshoop. Die Grabstätte der Familie Klünder befindet sich auf dem Fischlandfriedhof des Ostseebades Wustrow.  Auch die Kinder des Paares, Susanne (* 1943) und Johann (* 1950), wurden künstlerisch tätig.